# サヨナラのかわりに (TUBExGACKTの曲)
『サヨナラのかわりに』は、2024年2月28日にTUBEとGACKTによるコラボレーションで発表した楽曲、および同曲を収録したシングル。

## 概要
かねてから親交のあった2組による共作品。2023年12月「FNS歌謡祭2023」（フジテレビ系列）にて初披露された。
MVの監督は、森脇智延。俳優の松重豊と遠藤憲一が出演しドラマ仕立てになっている。
カップリングにはTUBEの8thシングル「Remember Me」をセルフカバーしたものが収録されている。
Blu-ray付初回限定盤と通常盤の2種発売で、初回限定盤にのみ付属されるBlu-rayには、表題曲のミュージック・ビデオが収められている。
なお、CDのみの通常盤には表題曲とカップリング曲のインストゥルメンタルバージョンが収録されている。

## 収録曲
| 全編曲: TUBE×GACKT。 |                                                 |            |            |       |
| #                    | タイトル                                        | 作詞       | 作曲       | 時間  |
| 1.                   | 「サヨナラのかわりに」                          | TUBE×GACKT | TUBE×GACKT | 3:51  |
| 2.                   | 「サヨナラのかわりに (only 前田亘輝 Vo. ver.)」 | TUBE×GACKT | TUBE×GACKT | 3:51  |
| 3.                   | 「サヨナラのかわりに (only GACKT Vo. ver.)」    | TUBE×GACKT | TUBE×GACKT | 3:51  |
| 4.                   | 「Remember Me」                                 | 前田亘輝   | 栗林誠一郎 | 5:06  |
| 合計時間:            | 合計時間:                                       | 合計時間:  | 合計時間:  | 16:39 |

| 全編曲: TUBE×GACKT。 |                                       |           |            |      |
| #                    | タイトル                              | 作詞      | 作曲       | 時間 |
| 5.                   | 「サヨナラのかわりに (Instrumental)」 |           | TUBE×GACKT | 3:51 |
| 6.                   | 「Remember Me (Instrumental)」        |           | 栗林誠一郎 | 5:06 |
| 合計時間:            | 合計時間:                             | 合計時間: | 25:40      |      |

| #  | タイトル                            | 作詞 | 作曲・編曲 |
| -- | ----------------------------------- | ---- | ---------- |
| 1. | 「サヨナラのかわりに」(Music Video) |      |            |

## 収録アルバム
- TUBE / TUBE×